# Minerva Bioscopen
Minerva Bioscopen was een Nederlandse bioscoopketen, die in 2010 is overgenomen door Pathé.

## Lijst van theaters
- De Harmonie in Alkmaar (nu van Vue[(sinds) wanneer?])

Voormalige theaters
- Rembrandt Theater in Arnhem (gesloten per 31 december 2016)
- Cinema Palace in Haarlem (gesloten per 15 januari 2011)
- 't Saentje in Zaandam (gesloten per 6 april 2010)
- Casino Theater in Breda (gesloten per 20 november 2008)
- Cinema Heuvelpoort in Tilburg (gesloten per 3 december 2007)
- Minerva Maastricht in Maastricht (overgenomen door Euroscoop en Pathé, sloot in maart 2020)
- Minerva Theater in Apeldoorn (gesloten in 1982, het gebouw is thans in gebruik door een evangelische zendingsgemeente)

## MustSee
In samenwerking met Wolff Cinema Groep had Minerva een nieuw concept opgezet, MustSee. Hierbij ging het om uit meer zalen bestaande multiplexen met grote schermen, goed geluid, luxe stoelen en veel beenruimte. Er waren vier Mustsee-bioscopen in Nederland:
in Groningen, Delft, Breda en Tilburg. De laatste drie werden geëxploiteerd door Minerva, en zijn omgedoopt in Pathé.